# Leyton House CG911
| Leyton House CG911 | |
|                    | |
| Bezeichnung        | Information |
| Fahrgestell        | Leyton House CG911 |
| Vorgängermodell    | Leyton House CG901 |
| Nachfolgemodell    | Leyton House CG911B |
| Reifen             | Goodyear |
| Felgen             | BBS |
| Lenkradtyp         | Momo |
| Team               | Akira Akagi (Teamleitung) Yatsutada Oda (Verwaltung) Simon Keeble (Sport) Mike Smith (Sport) Charly Moddy (Sport) Gustav Brunner (Chefdesigner) Chris Murphy (Technischer Direktor) |
| Teamstandort       | Bicester, Oxfordshire |
| Hauptsponsoren     | BP-Kraftstoffe |
| Motor              | Ilmor V10 (Saisondebüt) |
| Motorkonstrukteure | Mario Illien, Paul Morgan |
| Motortyp           | LH 10 |
| Leistung           | 670 PS |
| Motorbauart        | 10 Zylinder 72 Grad |
| Hubraum            | 3,5 Liter |

Der Leyton House CG911 war ein Formel-1-Rennwagen des britischen Rennstalls Leyton House, der in der Formel-1-Saison 1991 eingesetzt wurde. Angetrieben wurde der Leyton House als einziger im Starterfeld vom Motordebütanten Ilmor V10. Zu Saisonbeginn fuhren Ivan Capelli und Maurício Gugelmin den Wagen. Karl Wendlinger ersetzte Capelli bei den letzten beiden Rennen in Japan und Australien. Bei 32 Starts erreichten die Fahrer nur zwölf Mal das Ziel und erzielten dabei einen Weltmeisterschaftspunkt. Leyton House beendete die Saison auf Platz zwölf in der Konstrukteurswertung. Im folgenden Jahr wurde der Wagen modifiziert und als Leyton House CG911B erneut eingesetzt. Das CG in der Typbezeichnung war eine Hommage an den bei einem Autounfall 1989 tödlich verunglückten Teammanager Cesare Gariboldi.

## Konstruktion
Das Vorgängermodell in der Formel-1-Saison 1990 war der Leyton House CG901 gewesen. Hauptneuerung des CG911 war der Motor von Ilmor mit zehn Zylindern. Der Motorenhersteller gab 1991 sein Formel-1-Debüt und entwickelte aus 3,5 Litern Hubraum eine Leistung von rund 490 kW (≈ 670 PS), wohingegen der Judd V8 aus dem Vorjahr nur rund 470 kW (≈ 640 PS) leistete.

## Saisonverlauf
1. Lauf – GP USA

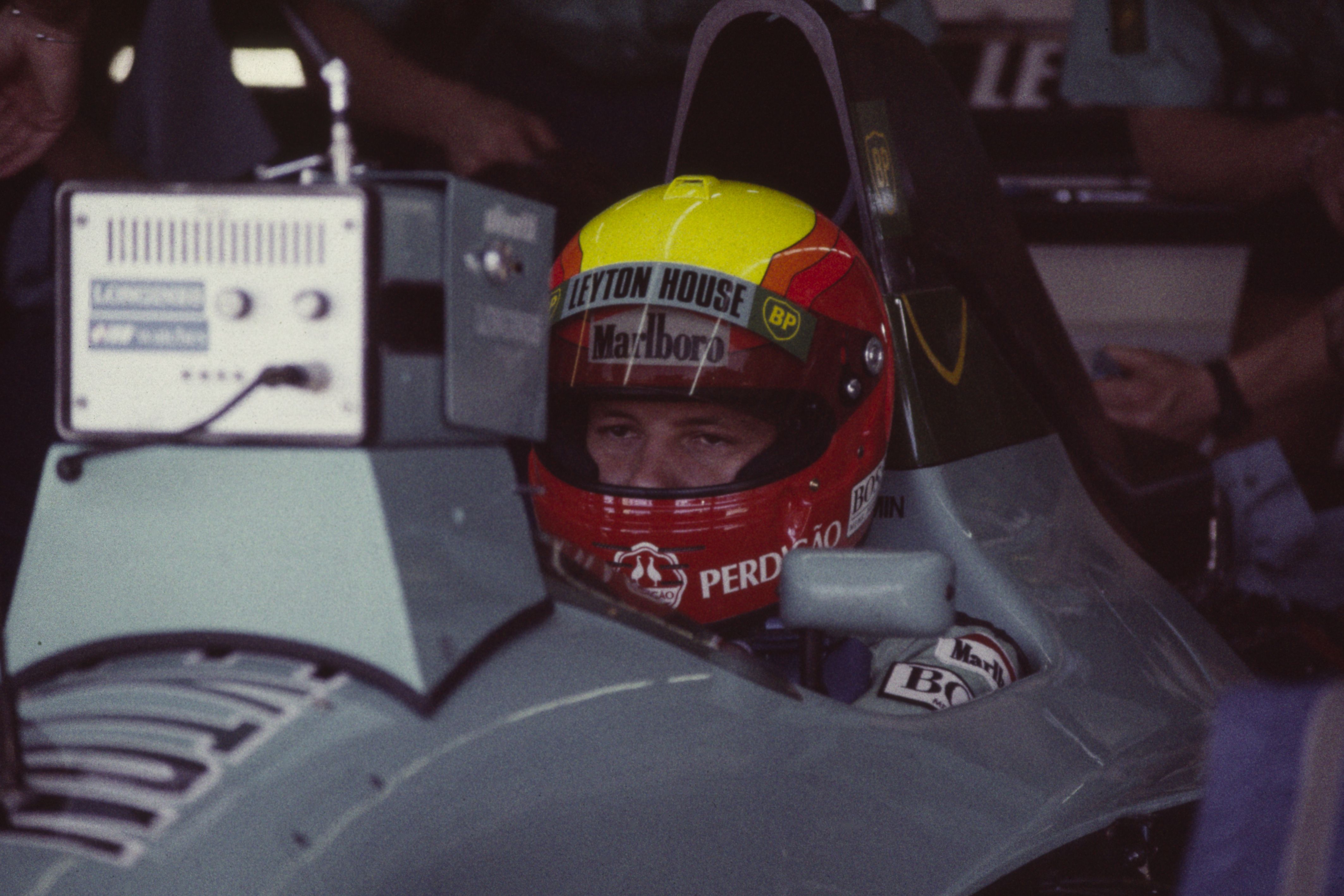
Gugelmin während einer Trainingssitzung zum GP der USA.

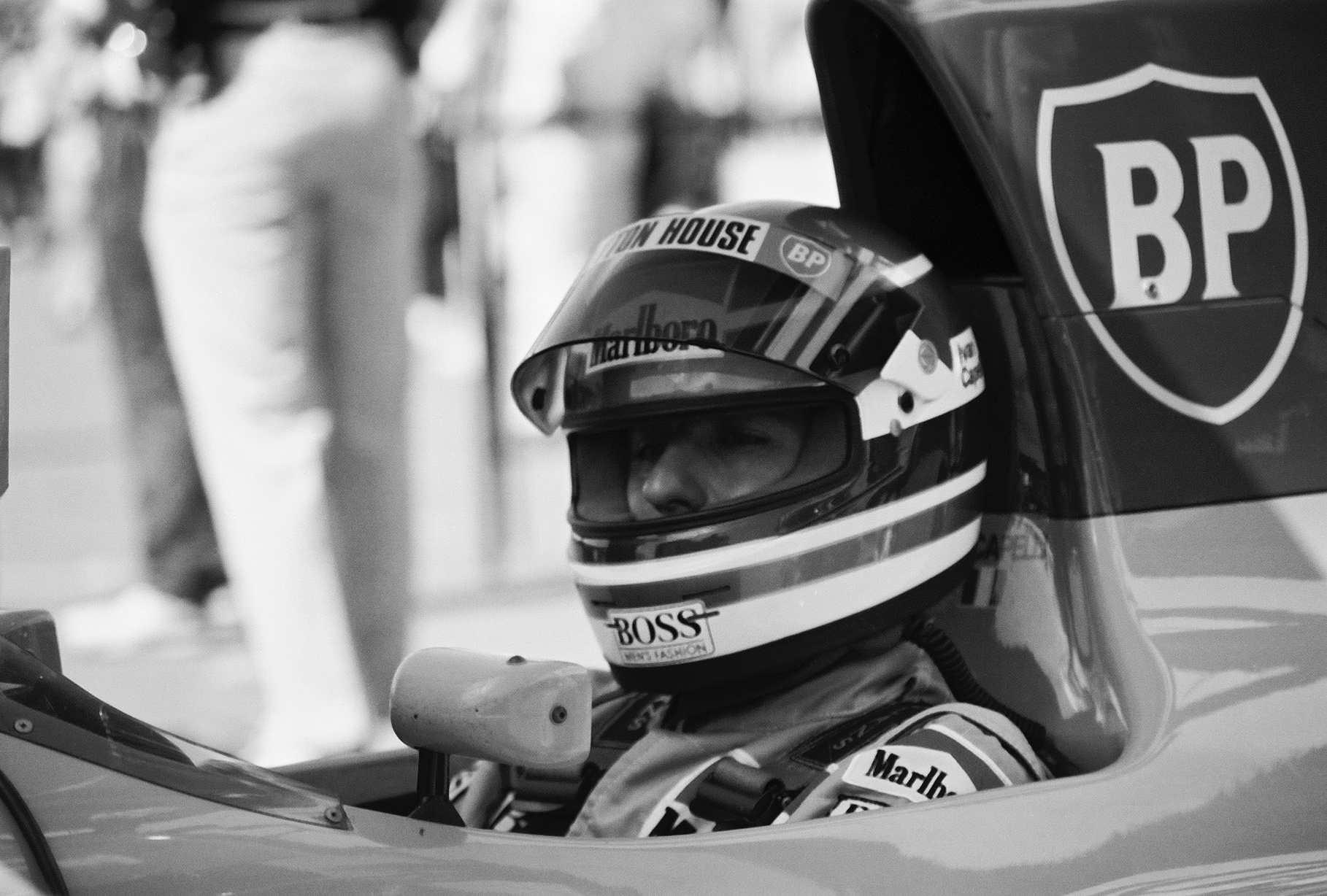
Capelli vor dem GP der USA.

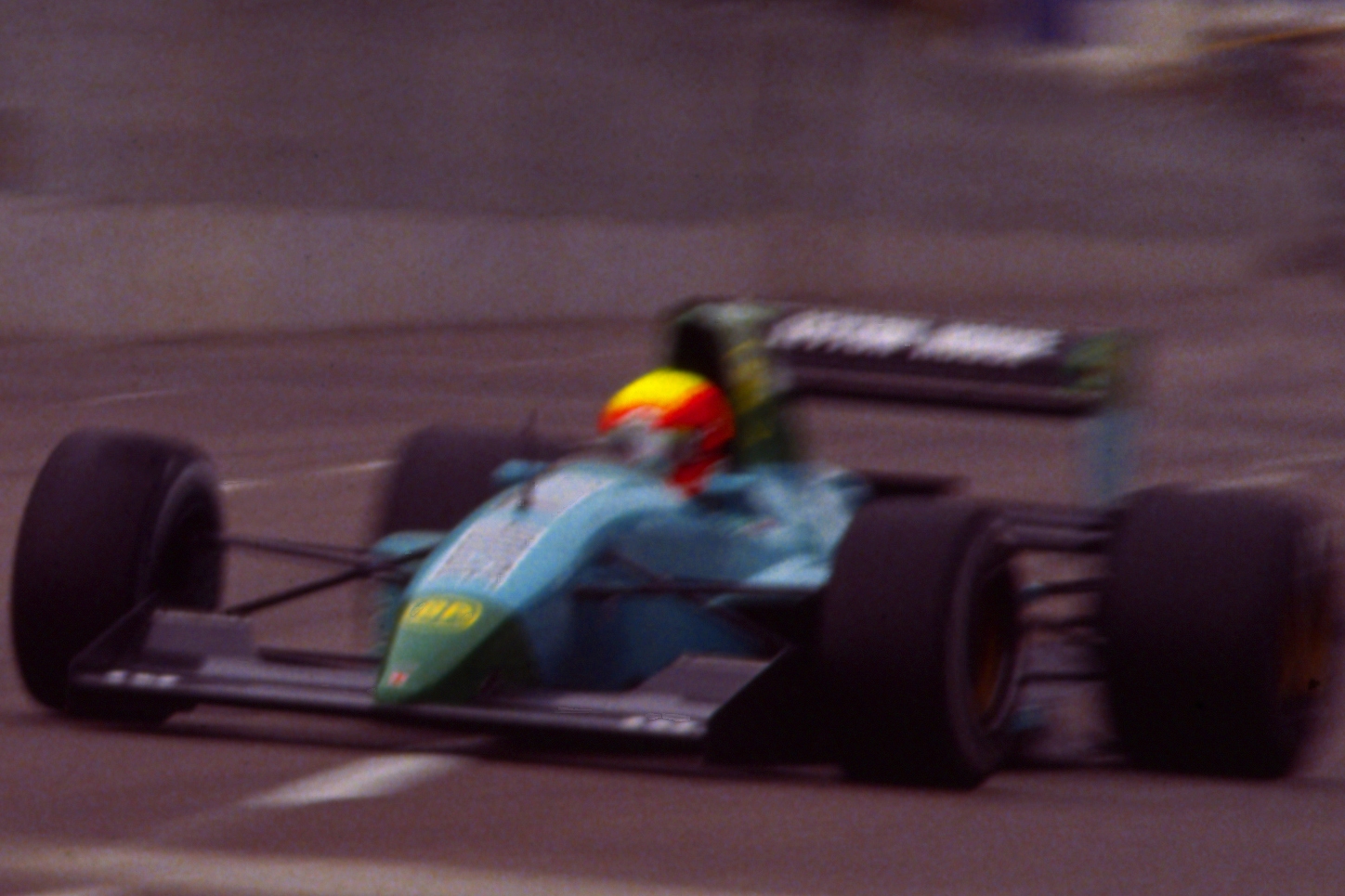
Gugelmin beim GP der USA.

In der Qualifikation zum Großen Preis der USA in Phoenix konnte sich Capelli lediglich für den 18. Startplatz (1:26,121 min) qualifizieren. Gugelmin kam mit einer Zeit von 1:26,865 min auf Platz 23. Sowohl Capelli als auch Gugelmin zeigten sich mit der Leistung des Ilmor-Motors zufrieden, weil er nach den Worten der beiden Rennfahrer „schön anbeißt und gut am Gas hängt“. Das Rennen endete für Leyton House jedoch mit einem Doppelausfall. Ursache für Gugelmins Ausscheiden in Runde 35 war ein Getriebeschaden durch Bruch des zweiten Ganges. Darüber hinaus war sein Motor heißgelaufen, nachdem ein Loch im Kühler entstanden war. Capelli schaffte es in der 41. Runde noch in die Box, als auch sein Getriebe durch den Bruch der Getriebeölpumpe streikte.
2. Lauf – GP Brasilien
Gugelmin qualifizierte sich mit dem unterlegenen Leyton House bei seinem Heimrennen in der vierten Startreihe auf Platz 7 (1:18,664 min) und damit aussichtsreich für mögliche Weltmeisterschaftspunkte. Capelli brachte seinen Wagen mit einer Zeit von 1:19,517 min auf Platz 16. Während des Warm-ups zum Großen Preis aktivierte sich infolge eines technischen Defekts der Feuerlöscher von Gugelmins Wagen und verursachte Verbrennungen ersten und zweiten Grades an den Beinen des Fahrers. Gugelmin ging zwar an den Start, gab das Rennen aber aufgrund seiner Schmerzen in der neunten Runde auf. In der 18. Runde brach an Capellis Wagen die Kraftübertragung zusammen, wodurch er ausschied und Leyton House einen weiteren Doppelausfall erlitt. Der Journalist Heinz Prüller nannte einen Motorschaden als Ausfallgrund.
3. Lauf – GP San-Marino
Leyton House entließ im Vorfeld des GP von San-Marino in Imola mit Simon Keeble einen seiner beiden Teammanager. Im Qualifikationstraining platzierte Gugelmin seinen Leyton House mit 1:25,841 min auf Platz 15. Sein Teamkollege fuhr mit fast einer Sekunde Rückstand (1:26,602 min) auf Platz 23. Das Rennen verlief für Leyton House abermals enttäuschend. Capelli wurde in der 24. Runde durch eine Reifenpanne mit anschließenden Dreher aus dem Rennen katapultiert. Gugelmin brachte es bis in Runde 56, bevor ein Motorschaden (Kolben) ihn stoppte. Malberg/Braillon geben in ihrer Publikation als Ausfallgrund einen Defekt der Kraftübertragung an. Gugelmin wurde aber aufgrund der zurückgelegten Distanz auf 12. Platz gewertet.
4. Lauf – GP Monaco
In den Häuserschluchten von Monte-Carlo fand vom 10. bis 12. Mai 1991 der Große Preis von Monaco statt. Gugelmin erreichte im zweiten Qualifikationstraining am Samstag mit 1:23,394 min den 15. Platz. Mit einer Rundenzeit von 1:23,642 min, ebenfalls am Samstag herausgefahren, wurde Capelli nur auf Platz 22 registriert. Das Rennen am Sonntag fand bei einer optimalen Außentemperatur von 21 °C statt. Capelli fiel jedoch früh aus, da an seinem Leyton House in der achten Runde ein Bremsflüssigkeitsleck aufgetreten war und die Bremswirkung versagte. Gugelmin beendete das Rennen in der 44. Runde, als der Gaszug seines Wagens riss. Es war der vierte Doppelausfall für Leyton House in Folge.
5. Lauf – GP Kanada
Der Große Preis von Kanada auf dem Circuit Gilles-Villeneuve fand vom 31. Mai bis 1. Juni 1991 statt. In der Qualifikation am Freitag war die Strecke teilweise feucht, sodass die meisten Piloten erst in der Qualifikation am Samstag ihre besten Zeiten herausfuhren; so auch Capelli, der seinen Leyton House mit 1:22,443 min auf Platz 13 stellte. Gugelmin erwischte einen finsteren Qualifikationssamstag. Mit 1:23,650 min, damit über eine Sekunde langsamer als sein Teamkollege, reichte es für ihn nur für den 23. Startplatz. Das Rennen am Sonntag fand bei 28 °C Außentemperatur statt und bescherte Leyton House einen weiteren Doppelausfall. Der Wagen von Capelli hatte in der 43. Runde einen Motorschaden durch Überhitzung. Auch Gugelmin schied mit einem Motorschaden in Runde 62 aus.
6. Lauf – GP Mexiko
Der sechste Formel-1-Lauf 1991 war der Große Preis von Mexiko auf dem Autódromo Hermanos Rodríguez. Das Qualifikationstraining verlief für die Piloten von Leyton House enttäuschend. Gugelmin belegte mit 1:20,200 min den 21. Platz. Auf den 22. Platz und damit ebenfalls in Startreihe 11 kam Capelli mit einer fast identischen Zeit von 1:20,252 min, beide Piloten fuhren ihre schnellste Zeit im Qualifikationstraining am Samstag. Das Rennen am Sonntag entwickelte sich für das Team zum erneuten Fiasko; ein Phänomen, unter dem Leyton House seit Saisonbeginn litt. Motordefekte stoppten sowohl Gugelmin (16. Runde Öldruck) wie auch Cappelli einige Umläufe später in der 20. Runde. Cappeli überdrehte dabei seinen Motor auf 19.000 min−1 und bescherte Leyton House einen weiteren Doppelausfall.
7. Lauf – GP Frankreich

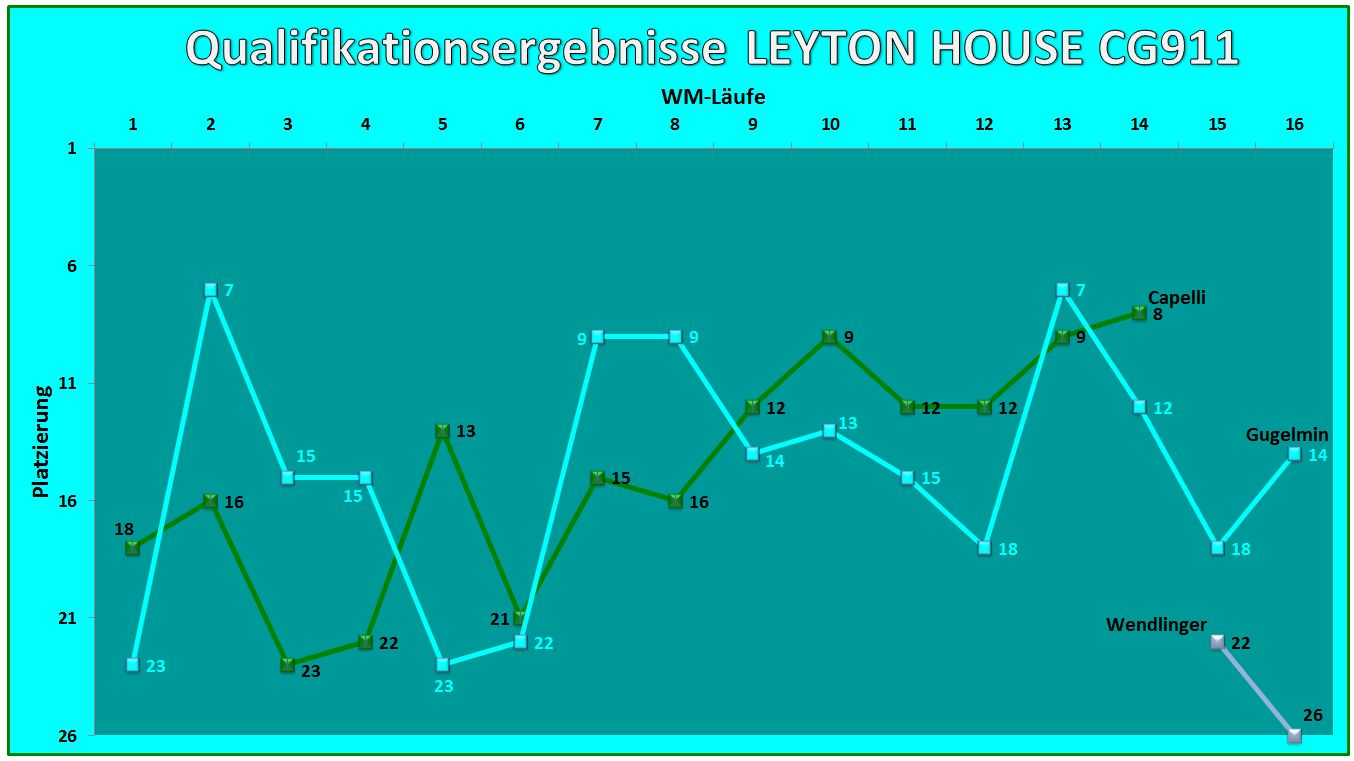
Qualifikationsergebnisse aller drei Piloten für Leyton House 1991. Während Gugelmin keine konstanten Qualifikationsergebnisse aufweisen konnte, zeigte sich bei Capelli in der zweiten Saisonhälfte ein deutlicher Aufwärtstrend. Wendlinger schöpfte das Potential des CG911 nicht aus.

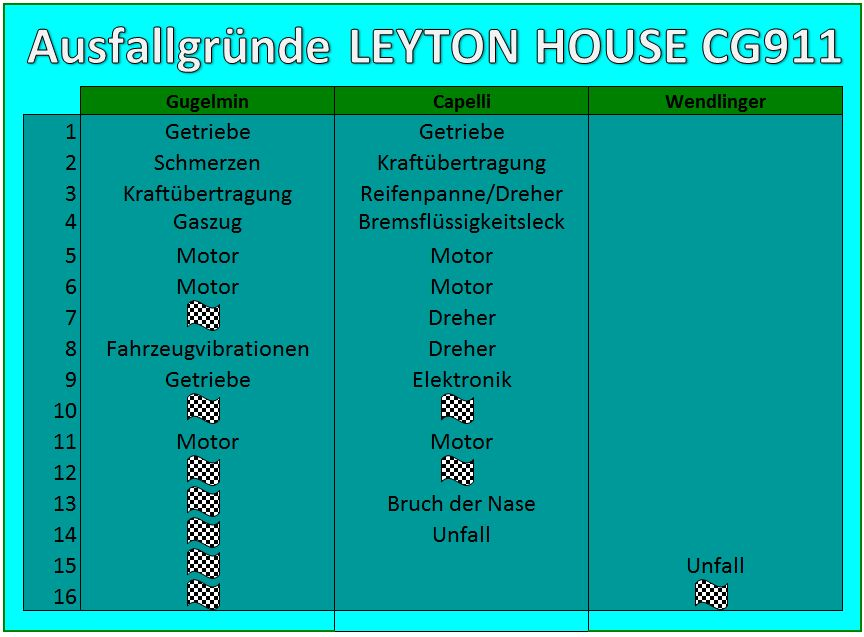
Übersicht der Ausfallgründe, unter denen Leyton House 1991 litt.

Auf dem neueröffneten Strecke in Magny-Cours fand vom 5. bis 7. Juli 1991 der siebte Lauf zur Formel-1-Saison 1991 statt. Nachdem Leyton House in den vorherigen Rennen dem Hauptfeld hinterherfuhr, qualifizierte sich Gugelmin mit einer Zeit von 1:24,044 min auf Platz 9 überraschend weit vorn und stand damit hinter Nelson Piquet auf dem Benetton B191 (1:23,626 min). Capelli reihte sich mit 1:24,587 min auf den 15. Platz ein. Am Rennsonntag verpasste Gugelmin mit Platz 7 einen Weltmeisterschaftspunkt für Platz sechs. Er schaffte es allerdings, dass ein Leyton House zum ersten Mal in der laufenden Saison überhaupt ins Ziel kam, Capelli war in der 8. Runde bereits ausgefallen. Zu dem Dreher mit anschließendem Motorabsterben kam es, als Capelli den sich ebenfalls vor ihm gedrehten Morbidelli ausweichen wollte.
8. Lauf – GP England
Der Große Preis von Großbritannien fand auf dem Silverstone Circuit statt. Es war der achte WM-Lauf der Formel-1-Saison 1991 und damit auch Halbzeit für das Leyton-House-Team. In den sieben Rennen vorher hatte Leyton House nur eine einzige Zielankunft erreicht, die von Gugelmin in Magny-Cours. Gugelmin qualifizierte sich mit 1:24,044 min für den 9. Platz. Die Zeit hatte er am Samstag herausfahren können. Capelli fuhr mit einer halben Sekunde Rückstand (1:24,587 min) auf Platz 16. Das Rennen endete für Leyton House jedoch erneut mit einem Doppelausfall. Capelli fiel in der 16. Runde durch einen Dreher aus. Prüller beziffert diesen Dreher mit Runde 9. Gugelmin gab in der 24. Runde auf, nachdem sich an seinem Wagen starke Vibrationen bemerkbar gemacht hatten. Prüller führt bei Gugelmin jedoch als Ausfallgrund Beinkrämpfe an.
9. Lauf – GP Deutschland
Auf dem Hockenheimring fand am 28. Juli 1991 der Grand Prix von Deutschland statt. Beide Leyton-House-Fahrer qualifizierten sich mit Platz 12 (Capelli 1:41,330 min) und 14 (Gugelmin 1:41,715 min) im Mittelfeld. Aber einmal mehr führten technische Unzuverlässigkeiten zu einem Doppelausfall. In Runde 22 erlitt der Wagen von Gugelmin einen endgültigen Getriebeschaden, nachdem er seit Rennbeginn ohne Kupplung gefahren worden war. Eine Runde davor absolvierte Capelli seinen Boxenstopp. Capelli kam bis zur 36. Runde. Ihn stoppte ein Elektronikschaden (Fehlzündungen), der zum Motorausfall führte. Wenigstens der lange Fußmarsch zurück an seine Box blieb Capelli erspart. Er wurde nach dem Rennen von Gerhard Berger (McLaren) als „Beifahrer“ mitgenommen.
10. Lauf – GP Ungarn
Auf dem gelegentlich als „Micky-Maus-Kurs“ bezeichneten Hungaroring konnte Leyton House das Leistungsdefizit des Ilmor-Motors gegenüber der Konkurrenz weitestgehend ausgleichen. Capelli wurde mit einer Zeit von 1:19,794 min Neunter der Qualifikation. Gugelmin kam mit 1:20,024 min auf Platz 13. Das Rennen mit Außentemperaturen von 35 °C entwickelte sich zur Hitzeschlacht. In der ersten Kurve war die Reihenfolge Senna, Patrese, Mansell, Prost, Berger, Alesi und Capelli auf Rang sieben. Gugelmin musste jedoch in Runde acht an die Box kommen, nachdem er bei einer Kollision mit Modena und Pirro einen Reifenschaden hinten links davongetragen hatte. In Runde 47 holte sich Capelli einen frischen Satz Reifen. Erstmals erreichten beide Leyton House das Ziel. Cappeli holte mit seinem 6. Platz einen WM-Punkt, allerdings nur, weil Prost in der 28. Runde mit Motorschaden aus dem Rennen ausgeschieden war. Es war der erste und einzige WM-Punkt für Leyton House 1991. Gugelmin komplettierte die Vorstellung von Leyton House mit dem 11. Platz.
11. Lauf – GP Belgien

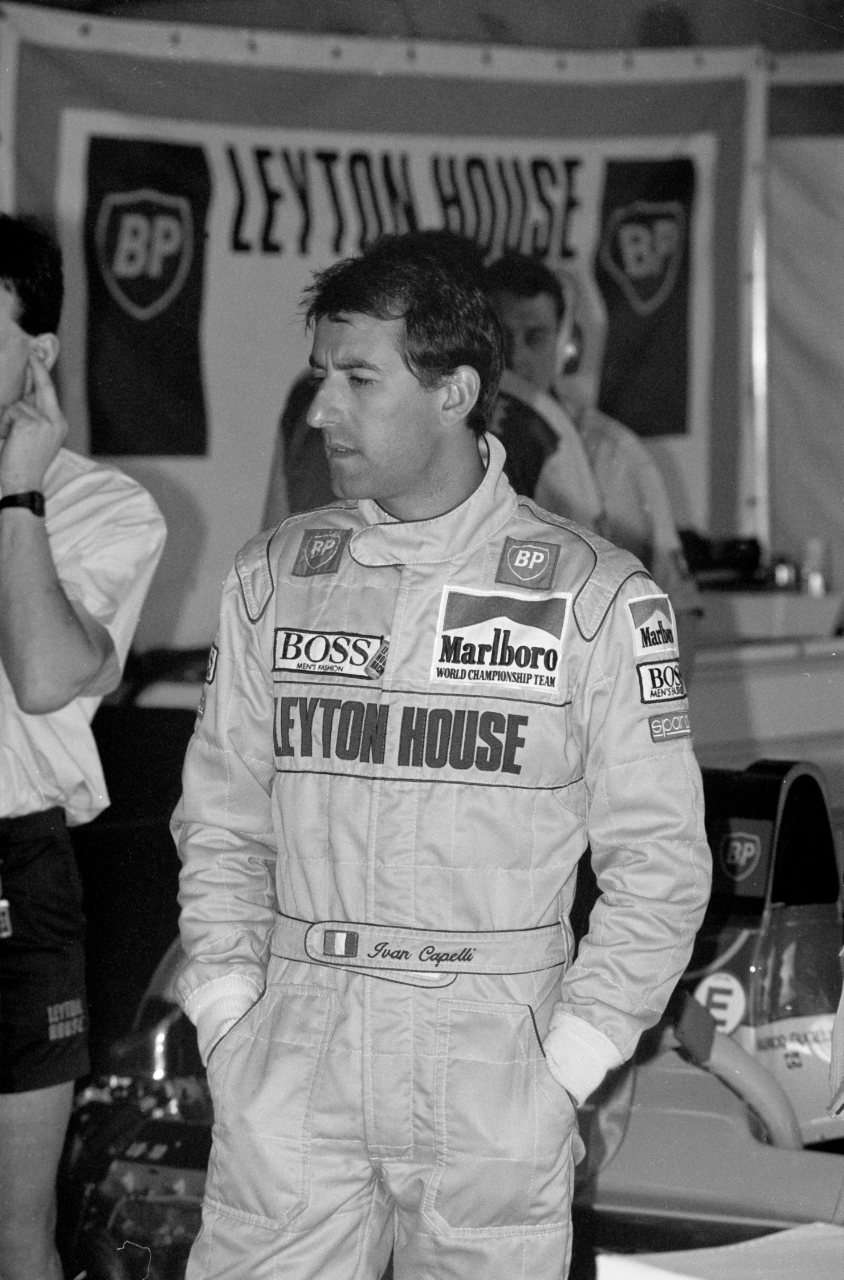
Capelli in seiner Box vor dem Großen Preis der USA 1991.

Auf dem Circuit de Spa-Francorchamps fand vom 23. bis 25. August 1991 der Große Preis von Belgien statt. Capelli qualifizierte sich mit seinem Wagen mit einer Zeit von 1:52,113 min auf Platz 12. Gugelmin komplettierte das Ergebnis mit 1:52,623 min, was ihm den 15. Rang einbrachte. Doch auch am Rennsonntag ereilte beide Piloten das gleiche Schicksal. Gugelmin fiel bereits in der 2. Runde durch Motorschaden (Motorplatzer) aus. Das Gleiche war ihm bereits im Warm-up widerfahren. In Runde 14 folgte Capelli durch gleichen Defekt. Insgesamt war es der neunte Doppelausfall der Saison.
12. Lauf – GP Italien
Der Große Preis von Italien in Monza vom 6. bis 8. September 1991 war der 12. Formel-1-Lauf der Saison 1991. Capelli fuhr im Qualifikationstraining auf den 12. Platz (1:23,674 min). Gugelmin wurde mit 1:24,391 min Achtzehnter. Dieses Rennen endete für Leyton House nicht mit einem Totalausfall; beide Wagen erreichten das Ziel. Gugelmin kam allerdings schon in Runde 7 an die Box, um nach Fehlzündungen am Ilmor die Zündbox wechseln zu lassen. Sein Boxenstopp dauerte 3:45 min. In Runde 12 wechselte Capelli seine Reifen. Gugelmin überfuhr die Ziellinie an achter Stelle, Gugelmin kam auf Platz 15.
13. Lauf – GP Portugal
Im Vorfeld des Großen Preises von Portugal auf dem Circuito do Estoril war der bisherige Teamchef Takagi nicht mehr anzutreffen. Er war in einen Finanzskandal verwickelt und verhaftet worden. Mercedes fing das finanziell strauchelnde Team von Leyton House auf und „leaste“ es als Versuchsabteilung für den Konzern. Wohl auf Druck von Mercedes sollte Mercedes-Junior Karl Wendlinger die letzten Rennen der Saison bestreiten. Ungeachtet dieser Ereignisse, oder gerade deswegen, zeigten beide Leyton-House-Piloten ein sauberes Qualifikationsergebnis. Capelli kam auf den 9. Platz (1:15,481 min), Gugelmin auf den 7. Platz (1:15,266 min). Diesen Platz hielt Gugelmin auch im Rennen und verpasste so erneut knapp wichtige WM-Punkte. Capelli musste seinen Wagen in der Runde 65. Runde durch einen Bruch der Fahrzeugnase nach Kollision abstellen.
14. Lauf – GP Spanien
Im Qualifikationstraining auf dem Circuit de Catalunya platzierte Capelli seinen Leyton House mit 1:20,584 min auf den 8. Platz. Auf dem 12. Platz folgte Gugelmin mit einer Zeit von 1:20,743 min. Im Rennen fiel Capelli noch in der ersten Runde durch einen Unfall mit dem BMS Scuderia Italia von Emanuele Pirro aus. Gugelmin wurde Siebter und verpasste damit erneut die Punkte knapp.
15. Lauf – GP Japan
Für die letzten beiden Saisonrennen der Formel-1-Saison 1991 wurde Ivan Capelli durch den jungen Österreicher Karl Wendlinger ersetzt, der genügend Sponsorengelder mitbrachte, um Leyton House den Start bei den letzten beiden Rennen der Saison zu finanzieren. Capelli fuhr in der Formel-1-Saison 1992 bei Ferrari als Ersatz für den entlassenen Alain Prost. Im Qualifikationstraining auf dem Suzuka International Racing Course erreichte Gugelmin den 18. Platz. Wendlinger kam in seinem Formel-1-Debüt auf den 22. Platz. Das Rennen endete für Wendlinger bereits in der ersten Runde, als er in einen Massenunfall verwickelt wurde. Gugelmin brachte seinen Leyton House auf dem 8. Platz ins Ziel.
16. Lauf – GP Australien

Der Saisonabschluss der Formel-1-Saison fand auf dem Adelaide Street Circuit statt. Für Wendlinger gestaltete sich das Qualifikationstraining schwierig, durch seine Größe hatte er Schalt- und Sitzprobleme. Wendlinger schilderte die Lage so: 

„Ich verliere in jeder Kurve drei Zehntel, weil ich noch im Getriebe rumrühren muss, obwohl ich bereits längst auf dem Gas stehen sollte.“

 Im Vormittagstraining rutschte Wendlinger in die Mauer, wobei Frontflügel und Querlenker zerstört wurden. Zunächst auf Platz 19 qualifiziert, fiel Wendlinger mit einer Zeit von 1:18,282 min auf den 26. und letzten Startplatz zurück, weil Martin Brundle (Brabham-Yamaha) ihn auf einer schnellen Runde blockierte. Eine ganze Sekunde schneller war Gugelmin, der mit einer Zeit von 1:17,344 min den 14. Rang erreichte. Das Rennen, als „Regenschlacht von Adelaide“ bekannt, wurde nach 15 gefahrenen Runden abgebrochen. Wendlinger überholte binnen weniger Runden neun Kontrahenten und lag bald auf Platz 15. In Runde sieben musste er allerdings an die Box, um die Zündbox austauschen zu lassen. Er fuhr danach auf den 20. Platz. Gugelmin presste sich in Runde 14 auf der Ziellinie an Stefano Modena vorbei, verlor aber infolge von Aquaplaning die Kontrolle über seinen Wagen und kollidierte mit der Boxenmauer. Dabei wurden zwei Streckenposten verletzt. Da das Rennen jedoch in der 15. Runde abgebrochen wurde, wurde Gugelmin auf Platz 14 gewertet.

## Saisonüberblick
| Fahrer               | Nr.                  | 1   | 2   | 3   | 4   | 5   | 6   | 7   | 8   | 9   | 10 | 11  | 12 | 13 | 14  | 15  | 16 | Punkte | Rang |
| -------------------- | -------------------- | --- | --- | --- | --- | --- | --- | --- | --- | --- | -- | --- | -- | -- | --- | --- | -- | ------ | ---- |
| Formel-1-Saison 1991 | Formel-1-Saison 1991 |     |     |     |     |     |     |     |     |     |    |     |    |    |     |     |    | 1      | 12.  |
| M. Gugelmin          | 15                   | DNF | DNF | 12  | DNF | DNF | DNF | 7   | DNF | DNF | 11 | DNF | 15 | 7  | 7   | 8   | 14 | 1      | 12.  |
| I. Capelli           | 16                   | DNF | DNF | DNF | DNF | DNF | DNF | DNF | DNF | DNF | 6  | DNF | 8  | 17 | DNF |     |    | 1      | 12.  |
| K. Wendlinger        | 16                   |     |     |     |     |     |     |     |     |     |    |     |    |    |     | DNF | 20 | 1      | 12.  |

| Legende  | Legende            | Legende                                                          |
| Farbe    | Abkürzung          | Bedeutung                                                        |
| -------- | ------------------ | ---------------------------------------------------------------- |
| Gold     | –                  | Sieg                                                             |
| Silber   | –                  | 2. Platz                                                         |
| Bronze   | –                  | 3. Platz                                                         |
| Grün     | –                  | Platzierung in den Punkten                                       |
| Blau     | –                  | Klassifiziert außerhalb der Punkteränge                          |
| Violett  | DNF                | Rennen nicht beendet (did not finish)                            |
| Violett  | NC                 | nicht klassifiziert (not classified)                             |
| Rot      | DNQ                | nicht qualifiziert (did not qualify)                             |
| Rot      | DNPQ               | in Vorqualifikation gescheitert (did not pre-qualify)            |
| Schwarz  | DSQ                | disqualifiziert (disqualified)                                   |
| Weiß     | DNS                | nicht am Start (did not start)                                   |
| Weiß     | WD                 | zurückgezogen (withdrawn)                                        |
| Hellblau | PO                 | nur am Training teilgenommen (practiced only)                    |
| Hellblau | TD                 | Freitags-Testfahrer (test driver)                                |
| ohne     | DNP                | nicht am Training teilgenommen (did not practice)                |
| ohne     | INJ                | verletzt oder krank (injured)                                    |
| ohne     | EX                 | ausgeschlossen (excluded)                                        |
| ohne     | DNA                | nicht erschienen (did not arrive)                                |
| ohne     | C                  | Rennen abgesagt (cancelled)                                      |
| ohne     | keine WM-Teilnahme |                                                                  |
| sonstige | P/fett             | Pole-Position                                                    |
| sonstige | 1/2/3/4/5/6/7/8    | Punktplatzierung im Sprint-/Qualifikationsrennen                 |
| sonstige | SR/kursiv          | Schnellste Rennrunde                                             |
| sonstige | *                  | nicht im Ziel, aufgrund der zurückgelegten Distanz aber gewertet |
| sonstige | ()                 | Streichresultate                                                 |
| sonstige | unterstrichen      | Führender in der Gesamtwertung                                   |

Für die Formel-1-Saison 1992 wurde die Fahrerpaarung Wendlinger/Paul Belmondo unter Vertrag genommen, denn nach Capelli (zu Ferrari) verließ auch Gugelmin (zu Jordan-Yamaha) das Team.